# Корпус резервной кавалерии Армии Германии (Франция)
Резервная кавалерия Армии Германии (фр. Réserve de cavalerie de l'Armée d'Allemagne) была сформирована Наполеоном в конце марта - начале апреля 1809 года из кавалерийских частей, входивших в состав Рейнской армии маршала Даву, а также прочих подразделений на территории Германии. Её командиром был назначен маршал Бессьер. Принимала активное участие в кампании в Баварии и Австрии в 1809 году.
Была расформирована Императором при реорганизации французских войск на территории Германии в марте 1810 года.

## Состав резервной кавалерии
- 1-я дивизия тяжёлой кавалерии
  - дивизионный генерал Этьен Нансути (до 17 октября 1809)
  - дивизионный генерал Жан-Пьер Брюйер (c 17 октября 1809)
- 2-я дивизия тяжёлой кавалерии[К 1]
  - дивизионный генерал Реймон Сен-Сюльпис (до 12 июля 1809)
  - дивизионный генерал Антуан Сен-Жермен (с 12 июля 1809)
- 3-я дивизия тяжёлой кавалерии[К 2]
  - дивизионный генерал Жан-Луи д’Эспань (до 21 мая 1809)
  - дивизионный генерал Жан-Тома Арриги (с 25 мая 1809)
- 1-я дивизия лёгкой кавалерии[К 3]
  - дивизионный генерал Луи-Пьер Монбрен
- 2-я дивизия лёгкой кавалерии
  - дивизионный генерал Шарль Лассаль (до 6 июля 1809)
  - дивизионный генерал Марюла (12 июля – 24 сентября 1809)
- 3-я дивизия лёгкой кавалерии (с 10 августа 1809)
  - дивизионный генерал Франсуа Кенель (с 10 августа 1809)
- драгунская дивизия[К 4]
  - дивизионный генерал Марк-Антуан Бомон

## Командование резервной кавалерии

### Командующий
- маршал Жан-Батист Бессьер (30 марта 1809 – 2 марта 1810[К 5])

### Начальник штаба
- бригадный генерал Антуан Бертран (30 марта 1809 – 2 марта 1810)

### Командующий артиллерией
- бригадный генерал Жозеф Куэн (15 июня 1809 – 2 марта 1810)

### Комментарии
1. ↑  Большую часть кампании дивизия действовала в составе 3-го армейского корпуса
2. ↑  Большую часть кампании дивизия действовала в составе 2-го армейского корпуса
3. ↑  Большую часть кампании дивизия действовала в составе 3-го армейского корпуса
4. ↑  Дивизия состояла из временных драгунских полков
5. ↑  Фактически до 8 августа 1809, когда он был отозван в Париж